# Danny Barker
Hilary Alexander (New Orleans, 1909. január 13. – New Orleans, 1994. március 13.) New Orleans-i dzsesszzenész, énekes, gitáros, színész. Az 1930-as években Cab Calloway, Lucky Millinder és Benny Carter ritmusgitárosa volt.
Barker egyik legkorábbi tanára New Orleansban Emanuel Sayles volt, akivel közösen készített felvételeket. Barker pályafutása során játszott Jelly Roll Mortonnal, Baby Doddsszal, James P. Johnsonnal, Sidney Bechettel, Mezz Mezzrow-val és Red Allennel. Feleségével, Blue Lu Barker énekesnővel turnézott és lemezfelvételeket készített vele. Az 1960-as évektől kezdve Barkernek a Fairview Baptist Church Brass Bandnél végzett munkája kulcsfontosságú volt a New Orleans-i dzsessz tartós létének biztosításában. Új  tehetségeket is nevelt, köztük Wynton Marsalist és Branford Marsalist, akik fiatalon a zenekarában játszottak.

## Pályakép
1930-ban New Yorkba költözött, ahol gitárra cserélte a benzsót. 1938-ban Lucky Millinder big bandjében, 1939 és 1949 között pedig a Cab Calloway együttesében játszott. 1947-től a Jazz on the River hétvégi körutazásain játszott a Hudson folyón. Játszott többek között Jelly Roll Mortonnal, Baby Doddsszal, James P. Johnsonnal, Sidney Bechet-tel, Mezz Mezzrow-val és Red Allennel, 1945-ben pedig Charles Thompsonnal, Charlie Parkerrel és Dexter Gordonnal is. 1960-ban a Newport Jazz Festivalon játszott Eubie Blake-kel.
1965-ben visszaköltözött New Orleansba, ahol feleségét, Blue Lu Barker énekesnőt kísérte, felvonulásokat vezetett, mint Grand Marshal of Congo Brass Band), részt vett a Mardi Gras-on, mint King of Krewe du Vieux az általa vezetett The Fairview Baptist Church Christian Banddel (amelyben a fiatal Wynton Marsalis és Branford Marsalis is játszott, és amely Joe Torregano egykori zenekari tagjának szavaival élve „egy generáció számára megmentette a New Orleansban a dzsesszt”.
Danny Barker előadásokat is tartott a hagyományos dzsessről a rádióban és a tévében. A New Orleans Jazz Museum segédkurátora volt. Emlékiratokat és két könyvet is írt a korai és a New Orleans-i jazzről.
1994. március 13-án 85 éves korában hunyt el New Orleansban.

## Albumok
- 1945: Charlie Parker: Every Bit of It 1945
- 1947: Creole Reeds (Sidney Bechet)
- 1947: My Indian Red (Danny Barker)
- 1955: Paul Barbarin and His New Orleans
- 1957: Broadcast Performances, Vol. 3: Radio and TV Broadcasts (1956–1958)
- 1958: Mainstream
- 1958: LaVern Baker Sings Bessie Smith
- 1959: A Girl and Her Guitar
- 1960: Ham and Eggs / Liza Little Liza Jane
- 1961: Things Ain't What They Used to Be
- 1988: Save the Bones

## Díjak
- 1994: Big Easy Entertainment Awards: Best Traditional Jazz Group for Danny Barker
- 1993: Big Easy Entertainment Awards: Lifetime Achievement In Music
- 1993: Big Easy Entertainment Awards: Best Traditional Jazz Group for Danny Barker
- 1991: National Endowment for the Arts (NEA) NEA Jazz Masters Award
- 1991: Big Easy Entertainment Awards: Best Traditional Jazz Group for Danny Barker
- 1991: National Endowment for the Arts (NEA): Big Easy Entertainment Awards: Best Traditional Jazz Group for Danny Barker and the Jazz Hounds
- 1989: Big Easy Entertainment Awards: Best Traditional Jazz Group for Danny Barker and the Jazz Hounds with Blue Lu Barker